# أوليفيا نيوتن جون
أوليفيا نيوتن جون (بالإنجليزية: Olivia Newton-John)، (26 سبتمبر 1948 - 8 أغسطس 2022) (حاملة رتبة الإمبراطورية البريطانية والرتبة الأسترالية). مغنية وممثلة أسترالية الجنسية، بريطانية المولد. ولدت في 26 سبتمبر 1948 في كامبريدج، كامبريدجشير، إنجلترا. بدأت مسيرتها الفنية عام 1963. فازت بجائزة غرامي أربع مرات. كما أنها من الفائزات بجائزة إيمي.
شاركت الممثل جون ترافولتا البطولة في فيلم غريس (Grease) والمقتبس من موسيقية برودواي، والذي يُعَدّ واحد من أنجح الأفلام الموسيقيّة في تاريخ هوليوود.

## وصلات خارجية
- الموقع الإلكتروني
- أوليفيا نيوتن جون على موقع IMDb (الإنجليزية)
- أوليفيا نيوتن جون على موقع ميتاكريتيك (الإنجليزية)
- أوليفيا نيوتن جون على موقع روتن توميتوز (الإنجليزية)
- أوليفيا نيوتن جون على موقع مونزينجر (الألمانية)
- أوليفيا نيوتن جون على موقع ألو سيني (الفرنسية)
- أوليفيا نيوتن جون على موقع ميوزك برينز (الإنجليزية)
- أوليفيا نيوتن جون على موقع أول موفي (الإنجليزية)
- أوليفيا نيوتن جون على موقع قاعدة بيانات الأفلام السويدية (السويدية)
- أوليفيا نيوتن جون على موقع إن إن دي بي (الإنجليزية)
- أوليفيا نيوتن جون على موقع أول ميوزيك (الإنجليزية)